# رولاند إي. ميرفي
رولاند إي. ميرفي (بالإنجليزية: Roland E. Murphy)‏ هو مترجم أمريكي، ولد في 19 يوليو 1917 في شيكاغو في الولايات المتحدة، وتوفي في 20 يوليو 2002 في واشنطن العاصمة في الولايات المتحدة.